# Kostel svaté Kateřiny (Licoměřice)
Původně gotický kostel Svaté Kateřiny pocházející z druhé poloviny 14. století se nalézá ve svahu na severovýchodní straně Licoměřic v okrese Chrudim. Památkově je chráněn od roku 1958 celý areál sestávající z kostela, polodřevěné zvonice a ohradní zdi hřbitova. Areál kostela svaté Kateřiny spolu se zvonicí a ohradní zdí tvoří významnou dominantu Licoměřic.

## Historie
Jednolodní venkovský bezvěžový gotický kostel je poprvé připomínán v roce 1352, sedile v presbytáři kostela pocházejí asi z 15. století. V roce 1907 proběhla historizující oprava kostela.

## Popis
Kostel svaté Kateřiny je jednolodní stavba s připojeným čtvercovým presbytářem zaklenutým žebrovou klenbou. Na severní straně kostelní lodi se dochovaly nezřetelné zbytky nástěnné malby (heraldické znaky). Střecha je sedlová a krytá taškami.
Vstup do kostela je pravoúhlým pískovcovým portálem v západním štítovém průčelí a obloukovým pískovcovým portálem v jižní straně kostelní lodi. Západní šít je prolomen úzkým štěrbinovitým okénkem do podkroví kostelní lodi a kruhovým okénkem osvětlujícím kostelní kůr. Štít je zakončen kovovým křížem.
Fasáda je tvořena hladkou omítkou, na jižní straně je prolomena dvěma okny s obloukovitým zakončením, severní strana má jedno okno. Presbytář je osvětlen jedním oknem na jižní straně.

## Interiér
Loď je plochostropá (omítaný podhled) s dřevěnou kruchtou na dvou gotizujících pilířcích, na severní stěně se nalézá poškozená nezřetelná freska patrně znázorňující heraldický znak. Neprofilovaný hrotitý vítězný oblouk odděluje loď od presbyteria. Kněžiště zaklenuto křížovou žebrovou klenbou s kruhovým svorníkem. Klínová vyžlabená žebra. Na jižní straně stlačeným obloukem zaklenuté okosené sedile (záklenek z pískovcových kusů, zděná omítaná sedátka). 
Většina zařízení, a to včetně dřevěné kazatelny a hlavního oltáře se sloupovou architekturou a s novodobým obrazem sv. Kateřiny, je vyvedena v pseudogotickém slohu a pochází z 19. století. Současné varhany pocházejí z roku 1902 a jejich autorem je Antonín Mölzer z Kutné Hory.

## Zvonice
Samostatná zvonice se stanovou střechou nacházející se u vchodu na hřbitov pochází z 16. století a je ve spodní části kamenná a ve svrchní dřevěná. Z původní stavby zvonice se však dochovalo pouze obvodové zdivo se střílnami. Současný stav s horní částí v podobě volné repliky cimbuří vznikl přestavbou v roce 1907.

## Galerie

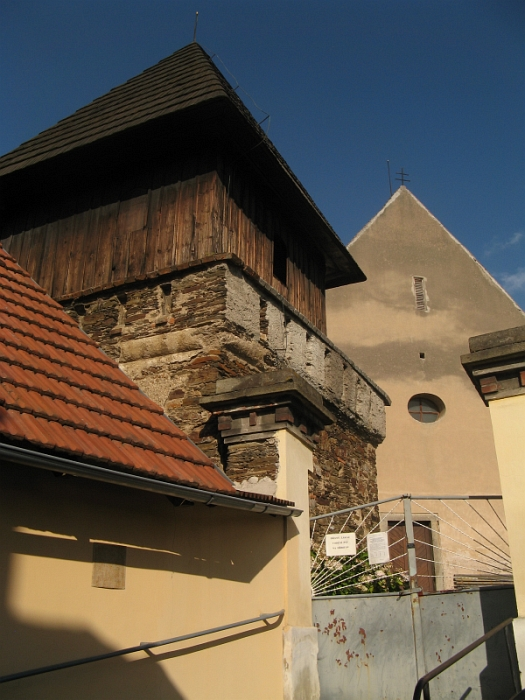
kostel svaté Kateřiny v Licoměřicích
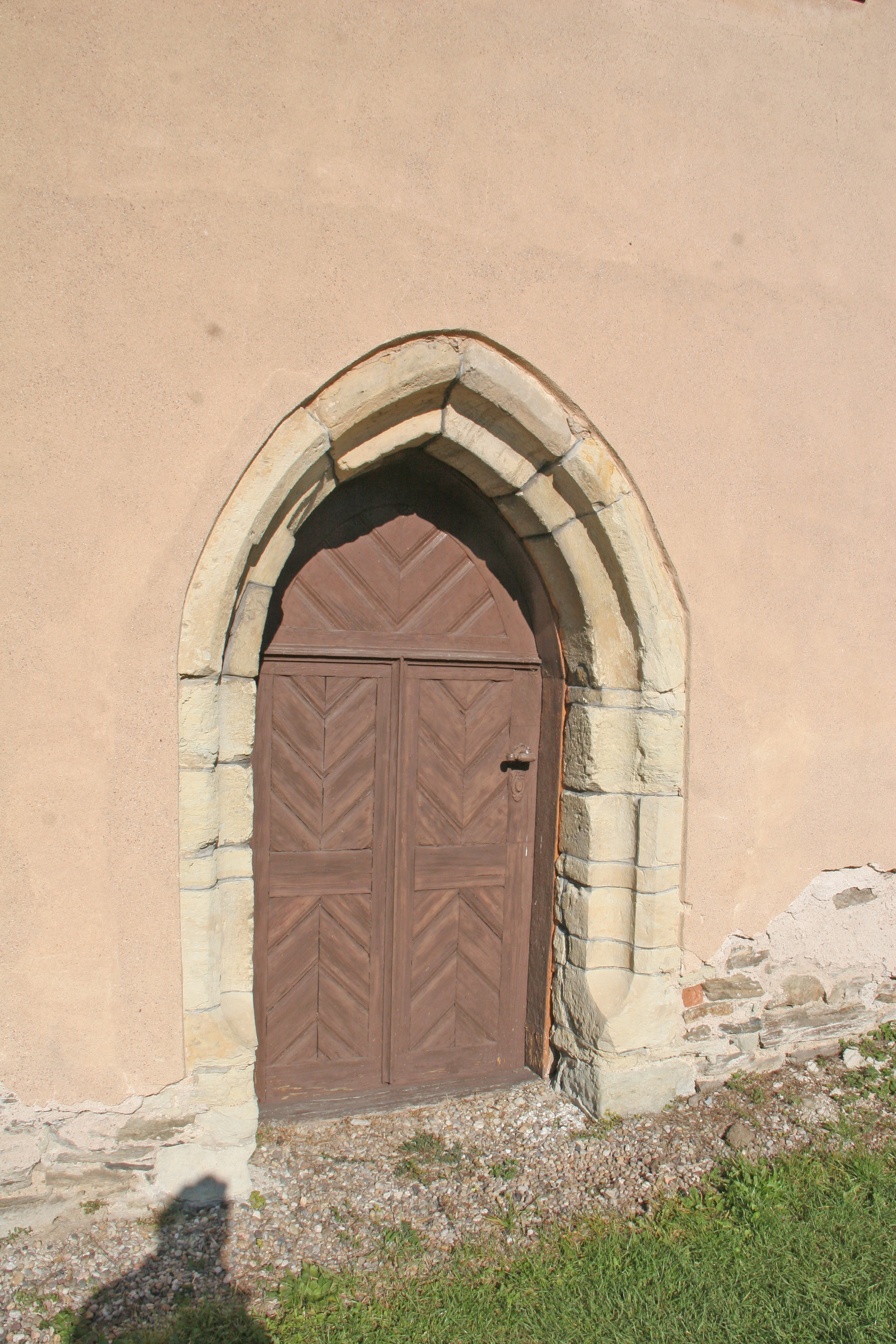
kostel svaté Kateřiny v Licoměřicích - vstupní portál
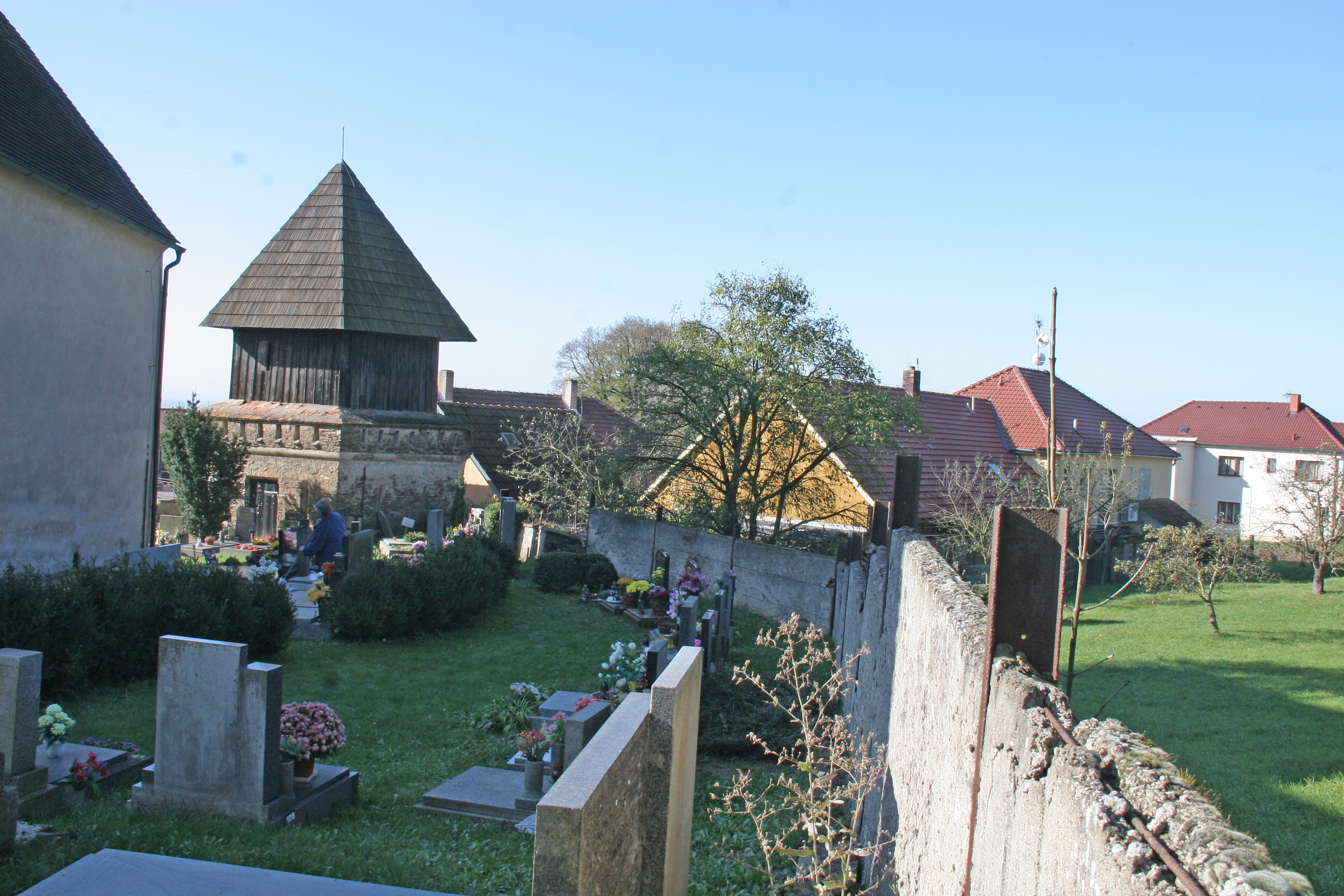
kostel svaté Kateřiny v Licoměřicích - hřbitov se zvonicí
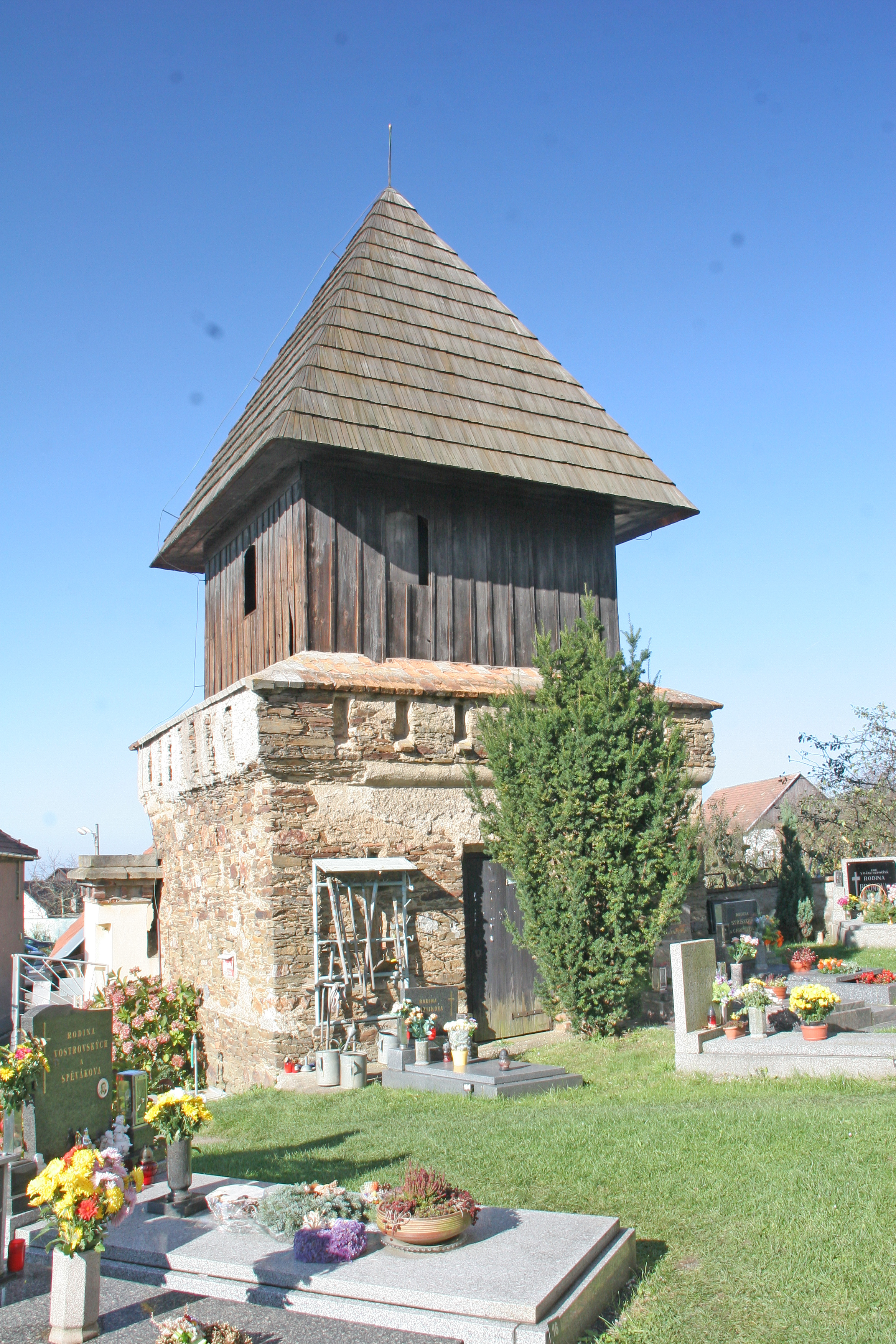
kostel svaté Kateřiny v Licoměřicích - zvonice